# Mamadou Djim Kola
Pour les articles homonymes, voir Kola.
 (mai 2024).
La mise en forme du texte ne suit pas les recommandations de Wikipédia : il faut le « wikifier ».
Les points d'amélioration suivants sont les cas les plus fréquents :
- Les titres sont pré-formatés par le logiciel. Ils ne sont ni en capitales, ni en gras.
- Le texte ne doit pas être écrit en capitales (les noms de famille non plus), ni en gras, ni en italique, ni en « petit »…
- Le gras n'est utilisé que pour surligner le titre de l'article dans l'introduction, une seule fois.
- L'italique est rarement utilisé : mots en langue étrangère, titres d'œuvres, noms de bateaux, etc.
- Les citations ne sont pas en italique mais en corps de texte normal. Elles sont entourées par des guillemets français : « et ».
- Les listes à puces sont à éviter, des paragraphes rédigés étant largement préférés. Les tableaux sont à réserver à la présentation de données structurées (résultats, etc.).
- Les appels de note de bas de page (petits chiffres en exposant, introduits par l'outil «  Source ») sont à placer entre la fin de phrase et le point final[comme ça].
- Les liens internes (vers d'autres articles de Wikipédia) sont à choisir avec parcimonie. Créez des liens vers des articles approfondissant le sujet. Les termes génériques sans rapport avec le sujet sont à éviter, ainsi que les répétitions de liens vers un même terme.
- Les liens externes sont à placer uniquement dans une section « Liens externes », à la fin de l'article. Ces liens sont à choisir avec parcimonie suivant les règles définies. Si un lien sert de source à l'article, son insertion dans le texte est à faire par les notes de bas de page.
- La présentation des références doit suivre les conventions bibliographiques. Il est recommandé d'utiliser les modèles {{Ouvrage}}, {{Chapitre}}, {{Article}}, {{Lien web}} et/ou {{Bibliographie}}. Le mode d'édition visuel peut mettre en forme automatiquement les références.
- Insérer une infobox (cadre d'informations à droite) n'est pas obligatoire pour parachever la mise en page.

Pour une aide détaillée, merci de consulter Aide:Wikification.
Si vous pensez que ces points ont été résolus, vous pouvez retirer ce bandeau et améliorer la mise en forme d'un autre article.
Mamadou Djim Kola, né le 27 janvier 1940 et mort le 11 décembre 2004, est un cinéaste burkinabè.

## Biographie

### Enfance et études
Mamadou Djim Kola a vu le jour à Dapyoa, Ouagadougou, dans une famille où le cinéma était une passion. Son père, grand amateur de cinéma, possédait un projecteur qu'il utilisait pour diffuser des films dans le quartier.
Il fait ses études primaires à l'École du Centre de Ouagadougou de 1947 à 1955, puis a obtenu un diplôme d'enseignant au Cours Antoine Roche de Ouahigouya de 1955 à 1959.

### Carrière
Une fois diplômé en enseignement, Kola sent naître en lui une passion pour le cinéma. En 1961, il s'inscrit à un cours par correspondance auprès du Centre Indépendant du Cinéma Français (CICF). Malgré le poids des conventions sociales où le statut d'enseignant prévalait au le Burkina Faso que sur celui de réalisateur, sa détermination demeurait intacte.
En 1972, Le Sang des parias (1972) devint le premier long métrage réalisé au Burkina Faso. À la suite de la nationalisation des cinémas en 1969, les fonds gouvernementaux étaient désormais accessibles, permettant ainsi le financement du film par l'État. L'année suivante, il a été présenté au Festival panafricain du cinéma et de la télévision de Ouagadougou(FESPACO). Cet événement a joué un rôle crucial dans le développement d'une communauté cinématographique dynamique en Afrique subsaharienne, devenant le creuset d'influences majeures dans le cinéma africain. Le film a remporté le Prix du Jury, propulsant ainsi le cinéma burkinabè sur le devant de la scène .
De 1976 à 1979, il a travaillé comme directeur technique du Centre interafricain de production cinématographique (CIPROFILM, Centre interafricain de production des films). De 1980 à 1989, il rejoint leur Consortium interafricain de distribution cinématografique (CIDC-CIPROFILM).
De 1990 à sa retraite en 1993, il a été employé au ministère de l'Information et de la Culture. Djim Kola jouissait d'une grande estime au Burkina Faso et était affectueusement surnommé le "doyen" par ses pairs. Ses funérailles ont rassemblé un grand nombre de dignitaires, parmi lesquels le chef de la culture de l'époque, Mahamoudou Ouedraogo.
En l'an 2000, il a été élevé au rang de Chevalier de l'Ordre du Mérite des Arts et des Lettres. Cette distinction faisait écho à ses accomplissements dans le domaine cinématographique ainsi qu'à son engagement contre la discrimination  de caste et la xénophobie, des thèmes poignants qui transparaissent dans ses œuvres.

## Filmographie
- 1972 : Le Conflit[1]
- 1973 : Le Sang des parias[5]
- 1976 : Cissin... cinq ans plus tard[6]
- 1992 : Kognini y Toungan / Les Étrangers[1]

### Distinctions
1973 : Prix d'encouragement du jury, FESPACO Film Festival 